# Dendrobium crassimarginatum
Dendrobium crassimarginatum är en orkidéart som beskrevs av Louis Otho Otto Williams. Dendrobium crassimarginatum ingår i släktet Dendrobium, och familjen orkidéer. Inga underarter finns listade i Catalogue of Life.